# 万魁塔
万魁塔位于中国江西省抚州市临川区展坪镇石港村金石山，抚河岸边，在抚州城西北约10公里，是抚州现存最古老的明塔，也是临川区境内唯一幸存的古塔，与广昌县雁塔、南城县聚星塔、宜黄县迎恩塔并称“抚州四大名塔”。

## 历史
万魁塔系明万历年间（1610年）抚州知府朱如容倡建。清乾隆已亥年（1779）塔顶倒塌，道光已亥年(1839年)重修。

## 建筑
塔身六角七层，青砖砌筑，高41.58米，腰围31.68米。塔内结构巧妙，设有左上右下两道螺旋砖梯拾级而上，使相向而行者不会相遇。

## 保护
万魁塔为第一批抚州市文物保护单位，2006年12月18日，万魁塔公布为第五批江西省文物保护单位，编号5-27。